# Polkadot
Polkadot est un protocole connectant différentes blockchains publiques avec des sidechains spécialisées. Polkadot est créée en 2016 par Gavin Wood, cofondateur d'Ethereum. Le jeton du Polkadot est le DOT. Il fait partie des 15 premières cryptomonnaies en termes de capitalisation boursière, avec environ 6,5 milliards de dollars en 2023.
Le projet Polkadot est porté par la Web3 Foundation. Une fondation ayant pour mission de promouvoir le développement et l’utilisation de protocoles dans le domaine des logiciels décentralisés - en particulier ceux utilisant des méthodes cryptographiques modernes visant à garantir la décentralisation - au bénéfice de la stabilité de l'écosystème Web3.

## Protocole

### Description générale
Polkadot est un protocole qui permet de connecter différentes blockchains entre elles et de faire communiquer des cryptomonnaies comme Litecoin et Ripple. C'est donc une plateforme conçue pour servir de pont entre des blockchains séparées et permettre une interopérabilité entre chaînes.
Polkadot est un réseau multichaînes fragmenté, ce qui signifie qu'il peut traiter facilement plusieurs transactions en parallèle sur plusieurs chaînes, améliorant ainsi l’évolutivité.
La blockchain Polkadot résout certains problèmes importants de la technologie blockchain : l’interopérabilité et l’évolutivité. Elle permet à différentes blockchains publiques et privées ainsi qu’à des applications décentralisées (dApps) de communiquer entre elles. Polkadot est également rapide et évolutive, traitant 1 000 transactions par seconde (TPS) quand Bitcoin n'en traite que 7 par seconde et Ethereum 30. Avec ces avantages, Polkadot pourrait étendre l’utilité de certaines cryptomonnaies.
De manière générale, Polkadot cherche à résoudre les problèmes suivants :
- Interopérabilité : Polkadot est conçu pour permettre des transactions de données et ressources de manière fluide entre les applications et smart contracts de différentes blockchains[3].
- Évolutivité : Polkadot permet à plusieurs parachains de fonctionner simultanément, chacune étant capable de supporter de multiples transactions en parallèle, le protocole est par là même extensible à l’infini[3].
- Sécurité combinée : Avec Polkadot, la sécurité du réseau est mise en commun. Cela signifie que chaque chaine individuelle profite de la sécurité collective du réseau, sans avoir besoin de tout construire à partir de zéro et d’avoir à acquérir la confiance et traction du réseau[3].

Polkadot est fondé sur le framework Substrate.

## Histoire

### Création
Gavin Wood est cofondateur et directeur de Parity Technologies. Docteur en Informatique de l’Université d'York, il fut précédemment directeur technique (CTO) et cofondateur du projet Ethereum, co-créateur du protocole Ethereum, auteur de ses spécifications formelles. Il a également créé et programmé la première implémentation fonctionnelle d’Ethereum.
Il conçoit le langage de programmation Solidity, fut le chef de projet de son Environnement de Développement (IDE) ainsi que celui de la création et implémentation du protocole Whisper.
Dr Wood publie le whitepaper de Polkadot le 14 novembre 2017. La responsabilité du protocole fut confiée à la Web3 Foundation, créée en juin 2017.

### Initial Coin Offering (ICO)
Polkadot réalise une levée de fonds sous forme d'« Initial Coin Offering » (ICO) le 15 octobre 2017. La vente des tokens est exécutée sous la forme d’une enchère descendante, dite à la hollandaise. La vente initiale de token est clôturée le 27 octobre 2017, levant un total de 85,331 ETH, soit 144,3 millions de dollars US.

### Evolution
Lors de l'été 2022, le DOT marque un record d'activité.

## Token (DOT)

### Fonctions
Le DOT possède trois fonctions principales, la gouvernance, les opérations et les liens du réseau.

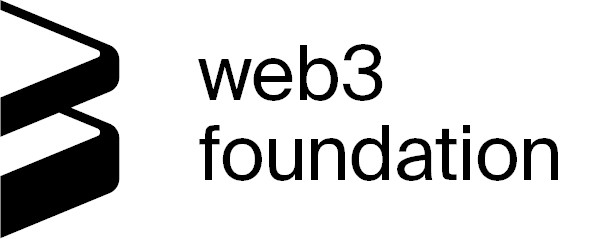
Web3 Foundation

Les détenteurs de DOT contrôlent le protocole dans sa totalité. Tous les privilèges, donnés habituellement aux mineurs sur les autres plateformes, sont ici donnés aux participants de la « relay-chain » (les détenteurs de DOT), y compris la gestion d'événements exceptionnels comme l’évolution du protocole ou sa réparation.
La théorie des jeux encourage les détenteurs de tokens à se comporter de manière honnête. Les participants « honnêtes » sont récompensés par ce mécanisme alors que les participants ayant un « mauvais » comportement perdront leurs parts dans le réseau. Cela permet d’assurer la sécurité du réseau.
De nouvelles parachains sont ajoutées par des tokens liées. Les parachains inutiles ou obsolètes sont supprimées en retirant les tokens liées. Ceci est une forme de Preuve d'enjeu.
Le DOT est un token natif, les DOTs seront émis lors de la création du bloc de genèse de Polkadot.

## Développement
La Web3 Foundation commande la construction du protocole Polkadot à Parity Technologies.
La création du bloc de genèse est attendue pour le 3e trimestre de 2019. Plusieurs protocoles de blockchain de haut rangs ont déjà montré leur intérêt pour les parachains de Polkadot, c’est le cas de Melonport par exemple.